# Ephedraceae
Ephedraceae is een familie van tot Gnetales ("gnetofyten") behorende naaktzadigen. Er is slechts één recent geslacht, Ephedra. Daarnaast zijn er een aantal uitgestorven geslachten uit de Vroeg-Krijt. Verwante recente families van de Gnetales zijn de Welwitschiaceae en de Gnetaceae.
Ephedraceae wordt beschouwd als de meest basale clade van de recente Gnetales. Leden van de familie groeien doorgaans als struiken en hebben kleine, lijnvormige bladeren met parallelle nerven. 
De fossiele Ephedraceae-geslachten vertonen morfologische overgangen tussen de voorouderlijke ijle mannelijke en vrouwelijke voortplantingsstructuren en de zeer compacte voortplantingsstructuren die typerend zijn voor de moderne tijd Ephedra. Moderne leden van Ephedra hebben ofwel drooggevleugeld vliezig schutbladen (gemodificeerde bladeren) die de zaad omringen, die door de wind worden verspreid, met leer bedekte zaden, die worden verspreid door zaadetende knaagdieren, of vlezige schutbladeren die door vogels worden geconsumeerd en vervolgens verspreid. Enkele uitgestorven Ephedra-soorten uit het Vroeg-Krijt, zoals Ephedra carnosa, evenals Arlenea uit het vroege Krijt in Brazilië hebben vlezige schutbladeren rond de zaden, wat erop wijst dat deze zaden door dieren werden verspreid.

Fossiele Ephedraceae
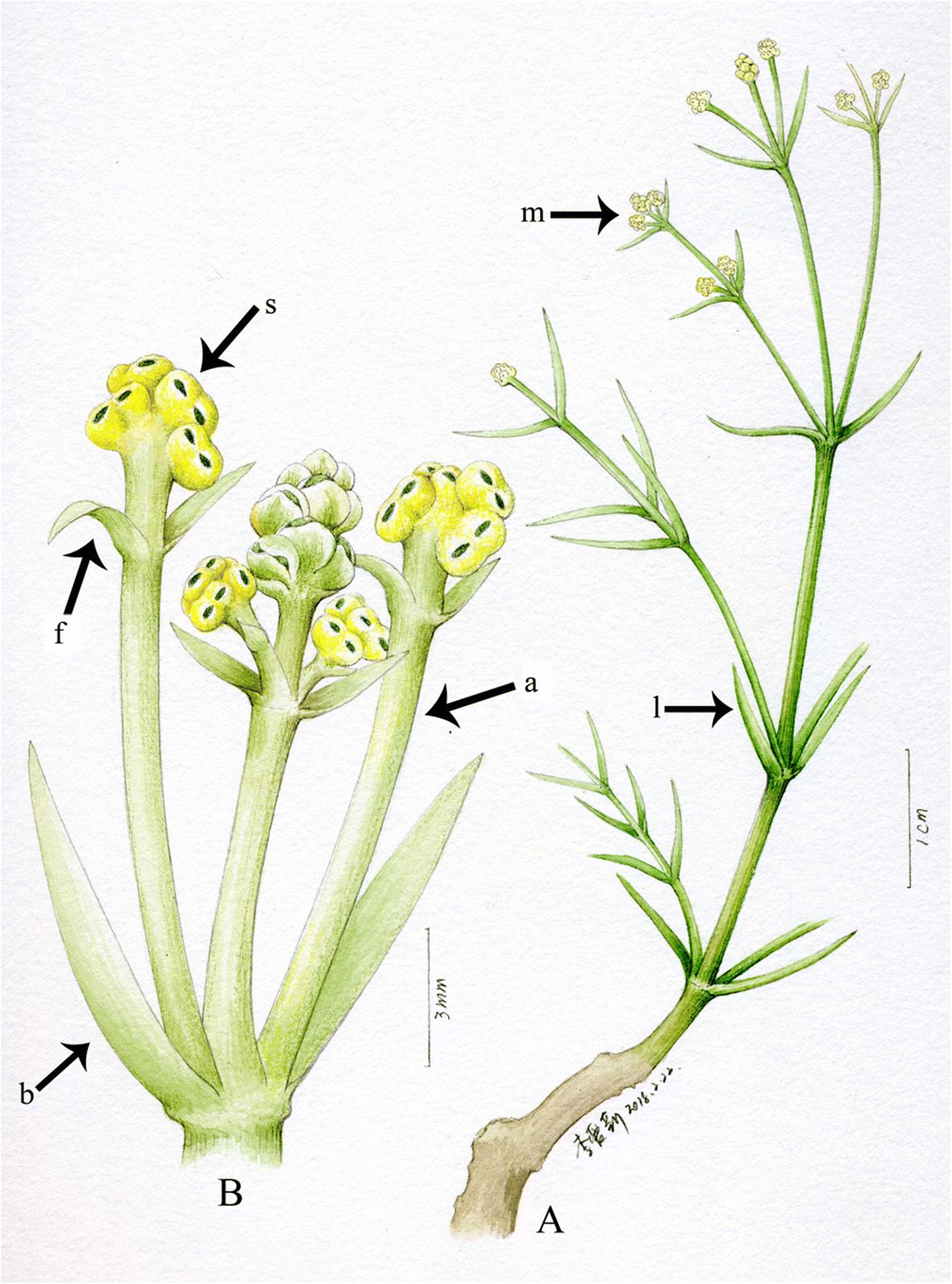
Eamesia, mannelijke kegel (B)
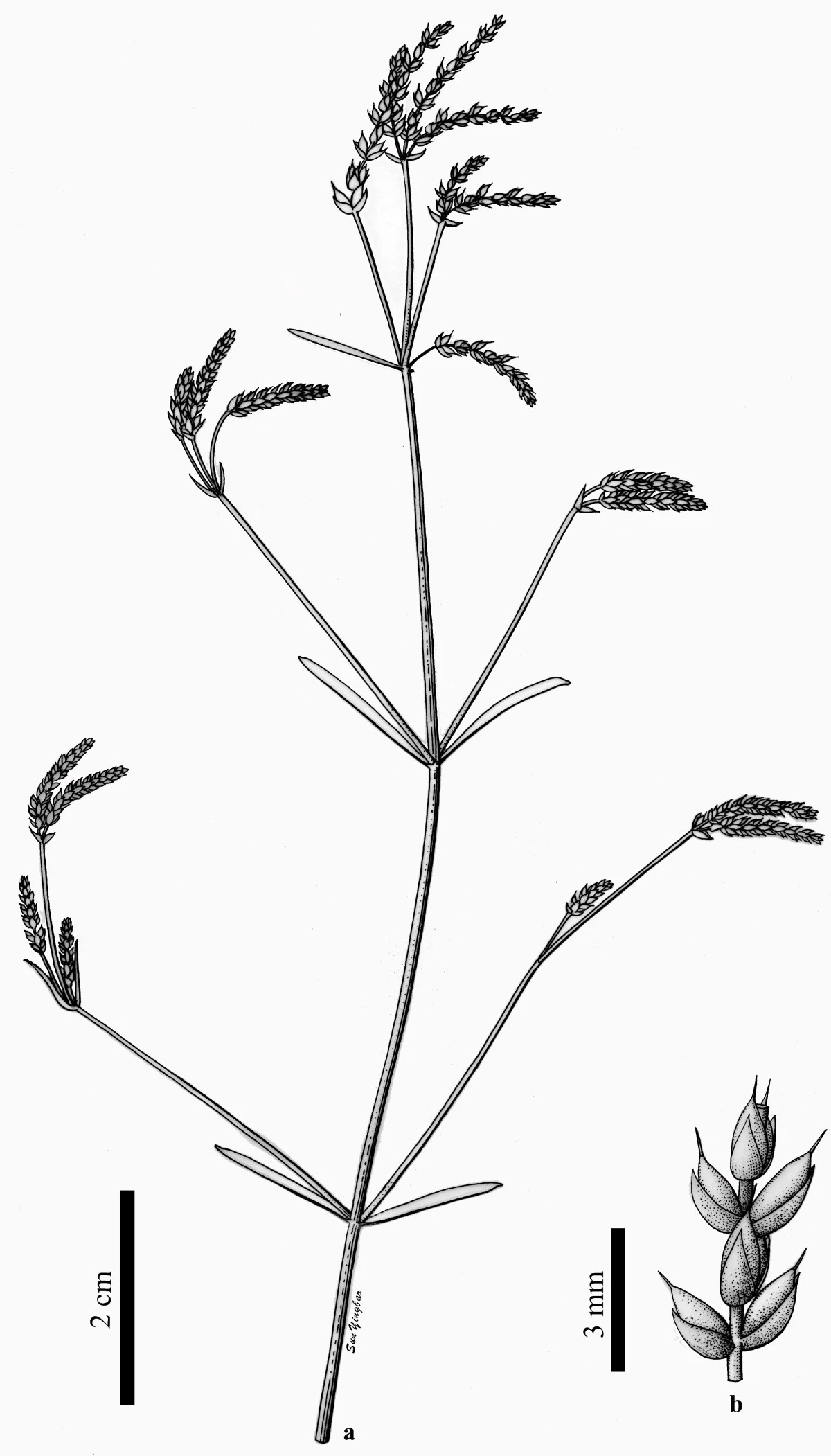
Chengia, vrouwelijke reproductieve pluim (B)
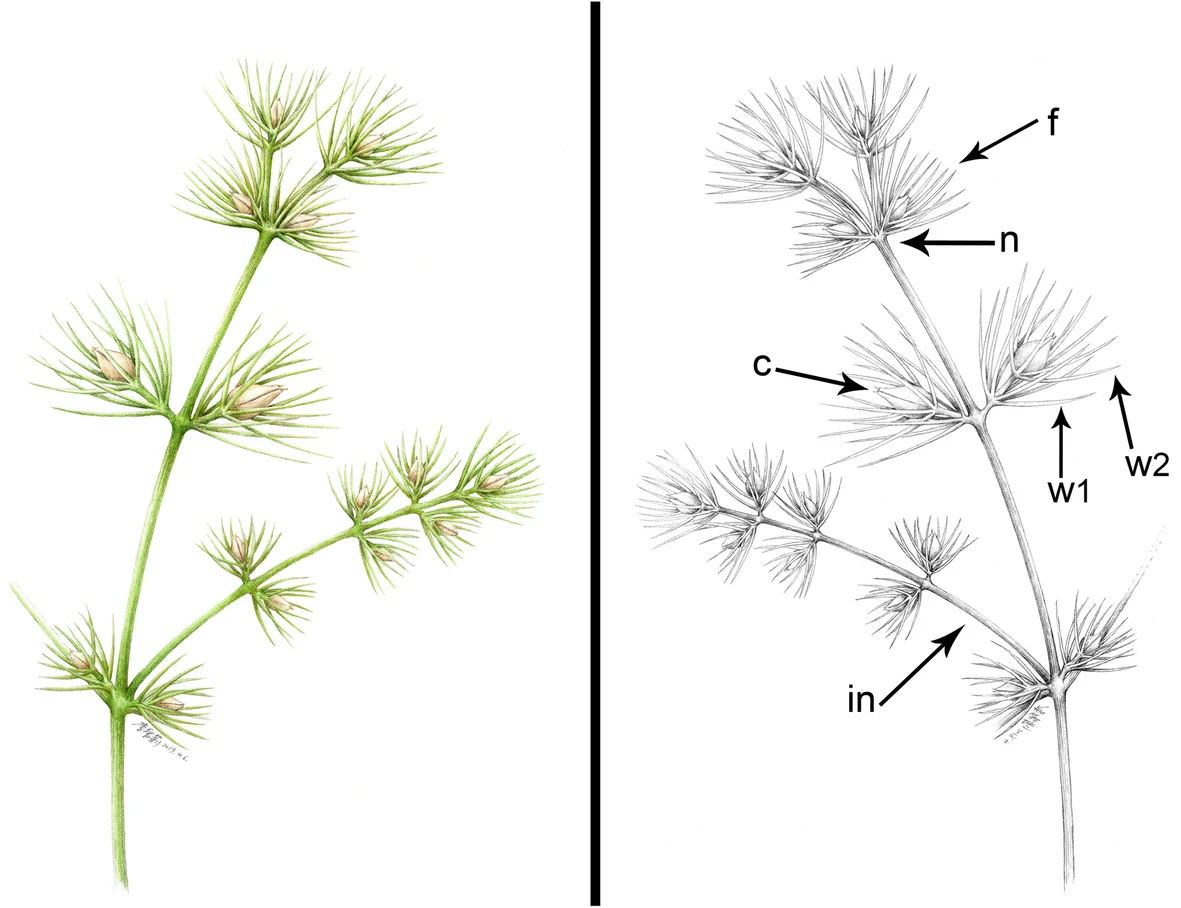
Jianchangia, chlamydosperms (C) kegel met zaadknoppen (F)
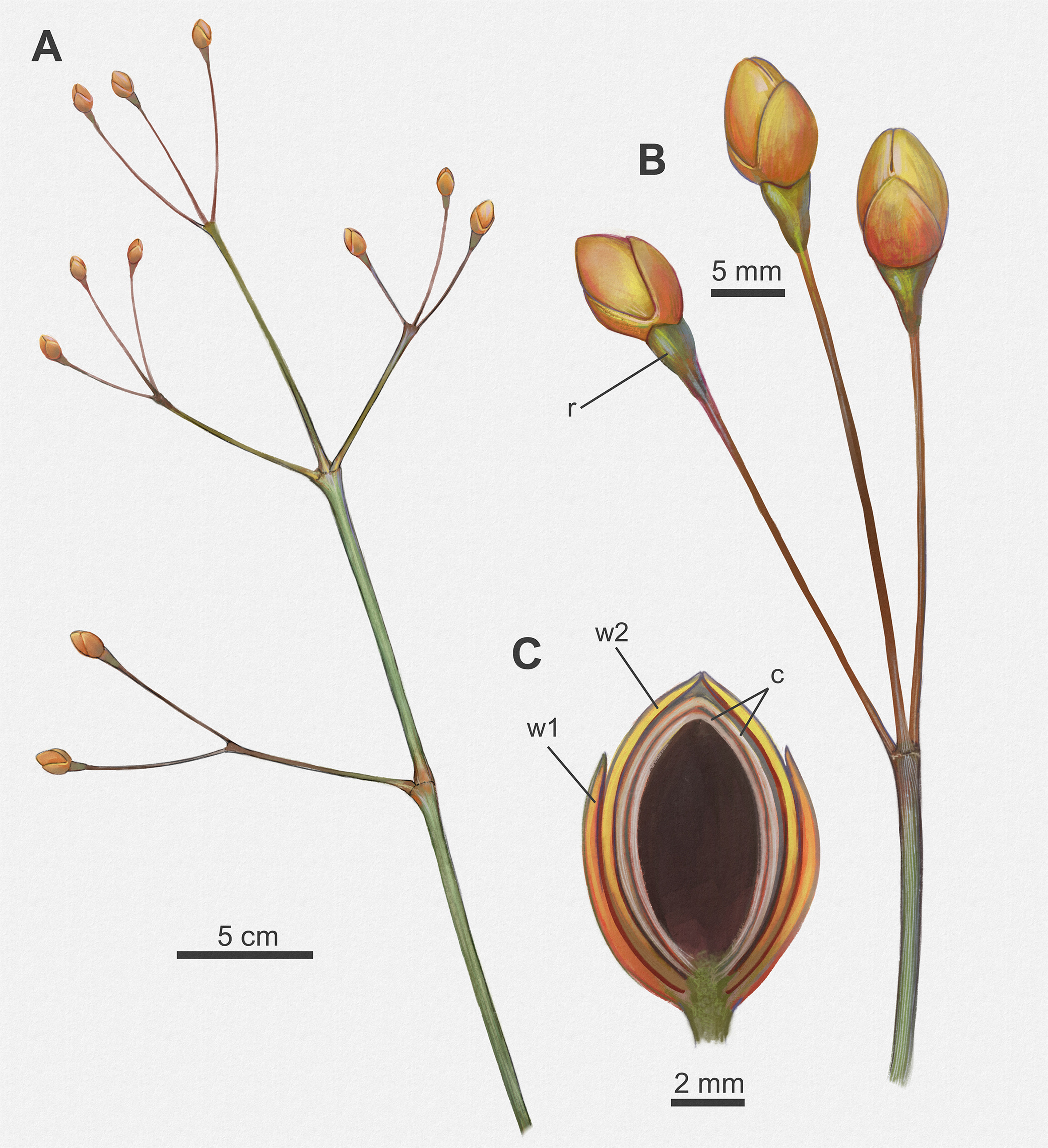
Diagram of Arlenea, closeup of terminal region with female reproductive structures (B) and cross section of a female reproductive structure.(C)

## Geslachten
- Ephedra L. Vroeg-Krijt-Recent
- Arlenea Ribeiro et al., 2023 Crato Formatie, Brazilië, Vroeg-Krijt (Aptien)
- Leongathia V.A. Krassilov, D.L. Dilcher & J.G. Douglas 1998 Koonwarra fossil bed, Victoria, Australië, Vroeg-Krijt (Aptien)
- Jianchangia Yang, Wang & Ferguson, 2020 Jiufotang Formatie, China, Vroeg-Krijt (Aptien)
- Eamesia Yang, Lin & Ferguson, 2018 Yixian Formatie, China, Vroeg-Krijt (Aptien)
- Prognetella Krassilov & Bugdaeva, 1999 Yixian Formatie, China, Vroeg-Krijt (Aptien)
- Chengia Yang, Lin & Wang, 2013, Yixian Formatie, China, Vroeg-Krijt (Aptien)
- Chaoyangia Duan, 1998 Yixian Formatie, China, Vroeg-Krijt (Aptien)
- Eragrosites Cao & Wu, 1998 Yixian Formatie, China, Vroeg-Krijt (Aptien)
- Gurvanella  Krassilov, 1982 China, Mongolia, Vroeg-Krijt
- Alloephedra Tao & Yang, 2003 China, Vroeg-Krijt (door sommige auteurs beschouwd als synoniem van Ephedra)
- Amphiephedra Miki, 1964 China, Vroeg-Krijt
- Beipiaoa Dilcher et al, 2001 China, Vroeg-Krijt
- Ephedrispermum Rydin et al., 2006 Portugal, Vroeg-Krijt (Aptien-Albien)
- Ephedrites Guo and Wu, 2000 China, Vroeg-Krijt
- Erenia Krassilov, 1982 China, Mongolië, Vroeg-Krijt
- Liaoxia Cao et al. 1998 China, Vroeg-Krijt
- Dichoephedra Ren et al. 2020 China, Vroeg-Krijt
- Laiyangia P.H. Jin, 2024 China, Vroeg-Krijt
- ?Pseudoephedra Liu & Wang, 2015 China, Vroeg-Krijt